# Le Sueur (Minnesota)
Le Sueur – miasto w Stanach Zjednoczonych, w stanie Minnesota, w hrabstwie Le Sueur.